# Магро Петро Іванович
Петро Іванович Магро (22 червня 1918, с. Волоське — 6 грудня 2010, м. Дніпро, похований у с. Камінне Солонянського району під м. Дніпром) — український художник-графік, живописець. 1996 — заслужений художник, 2004 — народний художник України.

## Біографія
Народився художник 22 червня 1918 року в селі Волоському Катеринославської губернії в сім'ї тесляра, майстра по дереву Івана Антоновича Магра і його дружини Марфи Павлівни з роду Швець. За родинним переказом нібито рід Магро походив з о. Корсика. Коли хлопчик мав п'ять років, родина отримала землі неподалік від Волоського. Жили попервах у куріні посеред степу. Потім там виросло село Дніпрельстан (Камінне), де минали дитинство і юність майбутнього митця. Там же він заповів себе поховати.
Опинившись 1930 року у м. Дніпропетровську і спостерігаючи за сусідом, що заробляв на життя копіюванням живописних полотен, юний Петро твердо вирішив стати художником.
Після закінчення школи він 1935 року вступає до Дніпропетровського державного художнього училища, яке успішно закінчує за рік до війни. Учителями Петра Магра за фахом були знані художники Михайло Микитович Панін, Олександр Семенович Куко, П. Альохін.
У роки Другої світової війни юнак воює в авіації, у батальйоні аеродромного забезпечення. Хлопець не кидає улюбленої справи навіть на фронті, створюючи графічні замальовки бойових буднів.
Нагороджений орденом Вітчизняної війни ІІ ступеня, багатьма медалями.
Останні роки життя з насолодою творив на дачі у рідному селі Волоському на березі річки Сура.

## Творчість
Після війни П. І. Магро працював на Дніпропетровському художньо-виробничому комбінаті, згодом очолив правління Спілки художників України, обирався головою художньої ради СХУ, делегатом двох всесоюзних з'їздів художників.
Починаючи з 1948 року, П. І. Магро брав активну участь у художніх виставках, спершу — в обласних, з 1958 року — в республіканських, з 1960 року — у всесоюзних.
У різні роки майстер створює серію ліногравюр, що відрізняються гармонічністю та завершеністю: «Хліб», «Мир. Праця. Воля», «Шинний будується», «Праця створила людину», «На Криворізькій землі» та ін.
Визнаючи талант та високий фах митця, у 1964 році Петра Магра приймають до Спілки художників СРСР.
У 1996 році він удостоєний звання заслуженого художника, а в 2004 стає народним художником України.
У зрілі роки митець починає створювати живописні полотна, пейзажі української природи, вкладаючи в них увесь свій професіоналізм, багатий досвід та нерозтрачені почуття. З-під його пензля з'являються картини «Сліпий», «Т.Шевченко в Україні», «Врожай», «Туманний ранок», «На березі Сури», «Зимова тиша», «Березень», «Літо», «Дорога до храму» тощо.
П. І. Магро є чи не перший з українських художників, чиї твори з успіхом експонувалися на престижних закордонних виставках у Лондоні, Единбурзі, у Європейській академії мистецтв.
Про міжнародне визнання таланту митця свідчить також той факт, що всесвітньо відомий колекціонер Роджер Шашуа поруч з М.Шагалом, К.Малевичем, І.Левітаном, В.Сєровим, В.Васнецовим, І.Рєпіним включив до свого каталогу живопису твори Петра Магра.
Сам художник так говорив про своє ставлення до творчості: Мистецтвом треба жити, якщо ти художник. Необхідно дихати кожним своїм твором. Коли працюєш тільки заради грошей, — втомлюєшся. Я ж отримую насолоду від творчості. Часом не можу дочекатися ранку, щоб вирушити до майстерні. Якщо художник відбуває повинність у мистецтві, нічого доброго з нього не вийде
Значна колекція творів майстра зберігається в Дніпровському художньому музеї, є його роботи в музеї українського живопису (м. Дніпро), в художніх музеях Донецька, Луганська, Кривого Рога. Знайшли вони своє місце і в багатьох приватних колекціях України, Росії, Білорусі, США, Великої Британії, Канади, Франції та інших країн.

## Вшанування пам'яті
З метою вшанування багатогранного таланту живописця, графіка, народного художника України, 6 грудня 2011 року в м. Дніпрі по проспекту Лесі Українки, 61, де жив та працював Петро Іванович Магро, урочисто відкрили пам'ятну дошку.